# Canton de Ligueil
Le canton de Ligueil est un ancien canton français situé dans le département d'Indre-et-Loire et la région Centre.

## Géographie

### Composition
Le canton de Ligueil regroupait les communes suivantes :
| Communes                         | Population (2012) | Code postal | Code Insee |
| -------------------------------- | ----------------- | ----------- | ---------- |
| Bossée                           | 345 hab.          | 37240       | 37 029     |
| Bournan                          | 242 hab.          | 37240       | 37 032     |
| Ciran                            | 429 hab.          | 37240       | 37 078     |
| Esves-le-Moutier                 | 143 hab.          | 37240       | 37 103     |
| La Chapelle-Blanche-Saint-Martin | 609 hab.          | 37240       | 37 057     |
| Le Louroux                       | 471 hab.          | 37240       | 37 136     |
| Ligueil                          | 2 175 hab.        | 37240       | 37 130     |
| Louans                           | 604 hab.          | 37320       | 37 134     |
| Manthelan                        | 1 317 hab.        | 37240       | 37 143     |
| Mouzay                           | 480 hab.          | 37600       | 37 162     |
| Saint-Senoch                     | 446 hab.          | 37600       | 37 238     |
| Varennes                         | 225 hab.          | 37600       | 37 265     |
| Vou                              | 196 hab.          | 37240       | 37 280     |

### Comparaison démographique
Comparaison de la population des communes du canton en 2007

## Démographie
Le canton de Ligueil comptait 7 681 habitants (population légale INSEE) au 1er janvier 2007. La densité de population est de 27.1 hab./km2.

### Évolution démographique
| 1962  | 1968  | 1975  | 1982  | 1990  | 1999  | 2006  | 2011  | 2012  |
| ----- | ----- | ----- | ----- | ----- | ----- | ----- | ----- | ----- |
| 8 357 | 8 025 | 7 286 | 7 072 | 6 913 | 7 203 | 7 611 | 8 071 | 8 109 |

### Pyramide des âges
| Hommes | Classe d’âge | Femmes |
| ------ | ------------ | ------ |
| 0,7    | 90 ans ou +  | 1,6    |
| 9,4    | 75 à 89 ans  | 12,1   |
| 15,2   | 60 à 74 ans  | 15     |
| 21,4   | 45 à 59 ans  | 19,9   |
| 21,1   | 30 à 44 ans  | 20,1   |
| 12,4   | 15 à 29 ans  | 13,3   |
| 19,7   | 0 à 14 ans   | 17,9   |

| Hommes | Classe d’âge | Femmes |
| ------ | ------------ | ------ |
| 0,5    | 90 ans ou +  | 1,4    |
| 6,8    | 75 à 89 ans  | 9,8    |
| 13,1   | 60 à 74 ans  | 13,9   |
| 20,7   | 45 à 59 ans  | 20,1   |
| 20,4   | 30 à 44 ans  | 19,3   |
| 19,6   | 15 à 29 ans  | 19,1   |
| 18,8   | 0 à 14 ans   | 16,4   |

## Représentation

### Conseillers généraux du canton de Ligueil (1833 à 2015)
| Période | Période                   | Identité                                               | Étiquette          | Qualité |
| ------- | ------------------------- | ------------------------------------------------------ | ------------------ | --- |
| 1833    | 1839                      | Justinien de Laville Le Roulx                          |                    | Ancien agent de change à Paris, propriétaire à Veigné                                                                                     |
| 1839    | 1848                      | Eugène Goujon, comte de Gasville                       |                    | Ancien Sous-Préfet des Andelys (Eure) Propriétaire à La Chapelle-Blanche                                                                  |
| 1848    | 1864                      | Charles Veneau de La Fouchardière fils                 |                    | Propriétaire, maire de Ligueil |
| 1864    | 1871                      | François Marie Lebec                                   |                    | Propriétaire, maire de Ligueil |
| 1871    | 1880                      | Paul Schneider                                         | Droite             | Maire de Chanceaux |
| 1880    | 1892                      | Pierre Lecointre                                       | Droite             | Maire de La Chapelle-Blanche |
| 1892    | 1897 (décès)              | Léon Daunassans                                        | Républicain        | Ancien Préfet d'Indre-et-Loire |
| 1897    | 1903 (démission)          | Louis Thomas                                           |                    | Médecin, Ligueil |
| 1903    | 1922                      | Alphonse Chautemps                                     | Rad. puis RG       | Avocat Président du Conseil Général Député (1902-1919) Sénateur (1920-1941)                                                               |
| 1922    | 1925 (démission)          | Auguste Fauveau                                        | Entente (Droite)   | Conseiller municipal de Ligueil |
| 1925    | 1941 (démission d'office) | Paul Bernier                                           | Rad.               | Avocat Conseiller municipal de Paris (1898-1900) Député (1919-1942) Maire de Mouzay Ministre en 1934 Révoqué par le Gouvernement de Vichy |
|         |                           |                                                        |                    | |
| 1945    | 1949                      | Kléber Gaudron                                         | SFIO               | Ancien résistant, membre du Comité local de Libération, maire du Louroux                                                                  |
| 1949    | 1967 (décès)              | Maurice Lemaigre-Dubreuil                              | MRP-DVD            | Agriculteur P.D.G. de la Compagnie Française pour l'importation et la distribution des produits du pétrole à Paris Maire de Mouzay        |
| 1967    | 1979                      | Hervé Gerbé de Thoré (gendre du précédent) (1928-1995) | DVD-PR             | Banquier Conseiller régional (1973-1976) Maire de Mouzay (1967-1983) Suppléant du député RPR Pierre Castagnou (1978-1981)                 |
| 1979    | 1992                      | Michel Guignaudeau                                     | PRG                | Enseignant Maire de Ligueil (1977-1989)                                                                                                   |
| 1992    | 2011                      | Michel Giraudeau                                       | UDF puis UMP - PCD | Maire de Ligueil (2001-2008) |
| 2011    | 2015                      | Michel Guignaudeau                                     | DVG                | Conseiller municipal de Ligueil (maire depuis 2014)                                                                                       |

### Conseillers d'arrondissement (de 1833 à 1940)
Le canton de Ligueil avait deux conseillers d'arrondissement.
| Période                                  | Période      | Identité                                     | Étiquette | Qualité |
| ---------------------------------------- | ------------ | -------------------------------------------- | --------- | --- |
| 1833                                     |              | Pierre Gabriel Defond-Pommé                  |           | Manufacturier à Ligueil                                                                                     |
| 1833                                     |              | Jacques Charles Guy Veneau-Voyer (1775-1851) |           | Propriétaire à Ciran                                                                                        |
|                                          |              |                                              |           | |
| avant 1883                               |              | M. Boucher                                   |           | Notaire à Manthelan                                                                                         |
| avant 1883                               |              | Paul Bernier père (1824-1904)                |           | Banquier, maire de Ligueil                                                                                  |
|                                          |              |                                              |           | |
|                                          | 1894 (décès) | Benjamin Armand Etienne Bonamy (1850-1894)   |           | Docteur en médecine à Ligueil                                                                               |
|                                          |              |                                              |           | |
| 1919                                     |              | Léon Bion                                    |           | Maire de Ligueil, Président du Conseil d'arrondissement                                                     |
| 1919                                     | 1922         | M. Cornet                                    |           | Médecin à Ligueil                                                                                           |
| 1922                                     | 1925         | M. Bois                                      |           | Conseiller municipal de Ligueil                                                                             |
| 1925                                     | 1931         | M. Garand                                    |           | Maire de Manthelan                                                                                          |
| ?                                        | 1937         | M. Voisin                                    | Rad.ind.  | Médecin à Ligueil                                                                                           |
| 1937                                     | 1940         | Gaston Robin                                 | Rad.      | Maire de Manthelan                                                                                          |
| 1937                                     | 1940         | Ursin Giroux                                 | Rad.      | Propriétaire, maire de Saint-Senoch                                                                         |
| 1940                                     |              |                                              |           | Les conseils d'arrondissement ont été suspendus par la loi du 12 octobre 1940 et n'ont jamais été réactivés |
| Les données manquantes sont à compléter. |              |                                              |           | |

## Pour Approfondir

### Sources
1. ↑  Structure de la population du canton de 1968 à l'année de la dernière population légale connue
2. ↑  Fiches Insee - Populations légales du canton pour les années 2006, 2011, 2012
3. ↑  
« Évolution et structure de la population (de 1968 à 2007) », sur Insee (consulté le 28 juillet 2010)
4. ↑  Pyramide des âges d'Indre-et-Loire en 2007 sur le site de l'Insee. Consulté le 25/07/2010.
5. ↑  « Généalogie de Charles Veneau », sur Geneanet (consulté le 3 septembre 2020).
6. ↑  « Ministère de la culture - Base Léonore », sur culture.gouv.fr (consulté le 11 avril 2023).
7. ↑  « Journal officiel de la République française. Lois et décrets » , sur Gallica, 7 mai 1903 (consulté le 3 septembre 2020).
8. ↑  « Journal officiel de la République française. Lois et décrets » , sur Gallica, 9 juin 1903 (consulté le 3 septembre 2020).
9. ↑  « Journal officiel de la République française. Lois et décrets » , sur Gallica, 24 mai 1925 (consulté le 3 septembre 2020).
10. ↑  « Journal officiel de la République française. Lois et décrets » , sur Gallica, 9 juillet 1925 (consulté le 3 septembre 2020).
11. ↑  « Journal officiel de la République française. Lois et décrets » , sur Gallica, 1er octobre 1941 (consulté le 3 septembre 2020).
12. ↑  « Hervé De Thoré - Commune de Mouzay », sur Commune de Mouzay (consulté le 3 septembre 2020).